# Mackenzie Foy

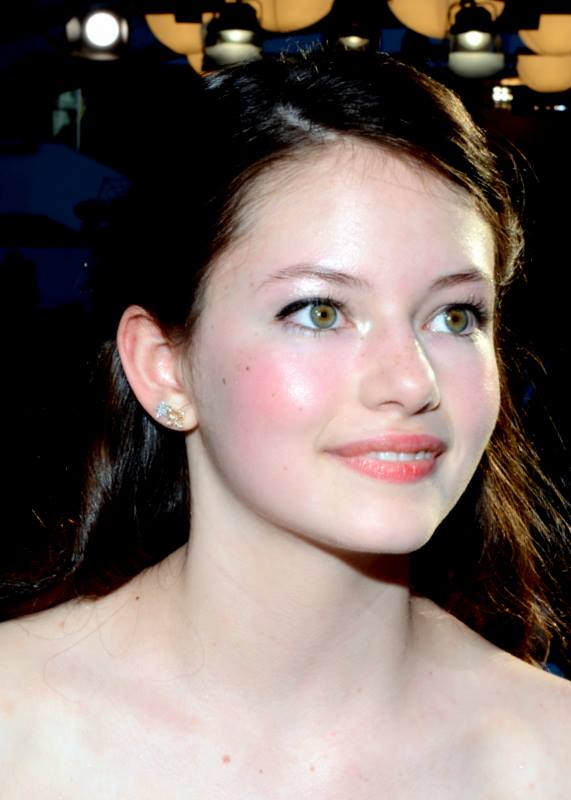
Mackenzie Foy (2015)

Mackenzie Christine Foy (* 10. November 2000 in Los Angeles) ist eine US-amerikanische Schauspielerin und Model. Sie wurde 2012 durch ihre Rolle in Breaking Dawn – Biss zum Ende der Nacht, Teil 2 bekannt.

## Leben und Karriere
Foy begann ihre Karriere als Kindermodel für verschiedene Printkampagnen bekannter Marken, Firmen und Designer, darunter Polo Ralph Lauren und H&M. Sie wirkte auch in zahlreichen Fernsehwerbespots mit, unter anderem für Burger King, Comcast, Blackberry, TGI Friday’s, Kohl’s und Mattel.
Ab 2004 spielte Foy in verschiedenen Fernsehserien, wobei sie ihr Debüt in einer Folge von Strong Medicine: Zwei Ärztinnen wie Feuer und Eis gab. 2006 hatte sie in einer Folge der achten Staffel von Charmed – Zauberhafte Hexen sowie in der Fernsehtalkshow Good Day L.A. Auftritte. Nachdem sie sich vorwiegend auf ihre Modelkarriere konzentrierte, kehrte Foy erst wieder im Jahr 2009 mit einer Folge von Ehe ist… zurück auf den Bildschirm. Im Folgejahr war sie auch noch in jeweils einer Episode der ebenfalls international bekannten Fernsehserien FlashForward und Hawaii Five-0 zu sehen und wurde noch im gleichen Jahr für die Rolle der Renesmee Carlie Cullen in der vierten Twilight-Verfilmung gecastet. Während sie in Breaking Dawn – Biss zum Ende der Nacht, Teil 1 nur kurz in einer Vorausblende zu sehen ist, hatte sie in Teil 2 eine größere Rolle.
2015 gewann Foy für ihre Rolle im Film Interstellar den Saturn Award als beste Nachwuchsschauspielerin. 2018 spielte Foy die Hauptrolle im Disneyfilm Der Nussknacker und die vier Reiche.

## Filmografie
- 2004: Strong Medicine: Zwei Ärztinnen wie Feuer und Eis (Strong Medicine, Fernsehserie, eine Folge)
- 2006: Charmed – Zauberhafte Hexen (Charmed, Fernsehserie, Folge 8x01)
- 2006: Good Day L.A. (Fernsehserie, eine Folge)
- 2009: Ehe ist… (Til Death’, Fernsehserie, Folge 4x04)
- 2010: FlashForward (Fernsehserie, Folge 1x13)
- 2010: Hawaii Five-0 (Fernsehserie, Folge 1x07)
- 2011: Breaking Dawn – Biss zum Ende der Nacht, Teil 1 (The Twilight Saga: Breaking Dawn – Part 1)
- 2012: Ernest & Célestine (Stimme von Célestine)
- 2012: Breaking Dawn – Biss zum Ende der Nacht, Teil 2 (The Twilight Saga: Breaking Dawn – Part 2)
- 2012: R. L. Stine’s The Haunting Hour (Fernsehserie, zwei Folgen)
- 2013: Conjuring – Die Heimsuchung (The Conjuring)
- 2013: Das Versprechen (Wish You Well)
- 2014: The Boxcar Children (Stimme)
- 2014: Black Eyed Dog
- 2014: The Cookie Mobster (Fernsehfilm)
- 2014: Interstellar
- 2015: Jesse Stone: Lost in Paradise (Fernsehfilm)
- 2015: Der kleine Prinz (The Little Prince, Stimme)
- 2018: Der Nussknacker und die vier Reiche (The Nutcracker and the Four Realms)
- 2020: Black Beauty

## Auszeichnungen und Nominierungen
Goldene Himbeere
- 2013: Schlechteste Filmpaarung gemeinsam mit Taylor Lautner in Breaking Dawn – Biss zum Ende der Nacht, Teil 2

Young Artist Award
- 2013: Nominierung in der Kategorie Beste Nebendarstellerin in einem Spielfilm für Breaking Dawn – Biss zum Ende der Nacht, Teil 2

Saturn Award
- 2015: Auszeichnung in der Kategorie Beste Nachwuchsschauspielerin für Interstellar